# Конате, Карим
Карим Конате (фр. Karim Konaté; род. 21 марта 2004, Кумасси) — ивуарийский футболист, нападающий клуба «Ред Булл Зальцбург» и сборной Кот-д’Ивуара.

## Футбольная карьера
Конате — воспитанник клуба «АСЕК Мимозас». В 2020 году присоединился к основной команде клуба. В дебютном сезоне провёл 18 матчей и забил 7 мячей. Вместе с «АСЕК Мимозас» стал чемпионом Кот-д’Ивуара. 3 сентября 2021 года дебютировал в сборной Кот-д’Ивуара в поединке отборочного турнира к Чемпионату мира 2022 года против сборной Мозамбика.
Кумиром называет нападающего мадридского Реала и сборной Франции Карима Бензема.
В октябре 2021 попал в список 60 лучших молодых футболистов в мире, родившихся в 2004 году, ежегодно составляемый британским изданием The Guardian. Характеризуется как нападающий, играющий по всему фронту атаки, с особым умением играть головой..

## Достижения
АСЕК Мимозас
- Чемпион Кот-д’Ивуара: 2020/2021

## Статистика в сборной
| Матчи и голы Конате за сборную Кот-д’Ивуара | Матчи и голы Конате за сборную Кот-д’Ивуара | Матчи и голы Конате за сборную Кот-д’Ивуара | Матчи и голы Конате за сборную Кот-д’Ивуара | Матчи и голы Конате за сборную Кот-д’Ивуара | Матчи и голы Конате за сборную Кот-д’Ивуара | Матчи и голы Конате за сборную Кот-д’Ивуара |
| №                                           | Дата                                        | Оппонент                                    | Счёт                                        | Голы                                        | Замены                                      | Соревнование                                |
| ------------------------------------------- | ------------------------------------------- | ------------------------------------------- | ------------------------------------------- | ------------------------------------------- | ------------------------------------------- | ------------------------------------------- |
| 1                                           | 3 сентября 2021 года                        | Мозамбик                                    | 0:0                                         | —                                           | 84'                                         | Отборочные матчи ЧМ-2022                    |

Итого: 1 матч / 0 голов; 1 ничья.